# 스테벵 비토리아
스테벵 드 소자 비토리아(포르투갈어: Steven de Sousa Vitória, 1987년 1월 11일 ~ )는 캐나다의 축구 선수로 현재 포르투갈 프리메이라리가의 GD 샤베스에서 센터백으로 활동 중이다.